# Ольшванг, Владимир Николаевич
Владимир Николаевич Ольшванг (15 июля 1946, Пермь — 18 февраля 2022) — советский и российский энтомолог, эколог, кандидат биологических наук, член Русского энтомологического общества, Европейского лепидоптерологического общества и Финского лепидоптерологического общества.

## Биография
Родился 15 июля 1946 в Молотове (ныне Пермь). В 1964 поступил на биофак Уральского государственного университета. Во время обучения принимал участие в экспедициях на Дальний Восток. Окончив университет в 1969, поступил в аспирантуру Института экологии УНЦ РАН СССР, работал там в лаборатории энергетики биогеоценотических процессов. Под руководством академика С. С. Шварца исследовал тундровые биоценозы. Изучал насекомых и других членистоногих Полярного Урала и Ямала. С 1975 — кандидат биологических наук (диссертация по теме «Экологофаунистический обзор членистоногих мезофауны стационара „Харп“»). С 1980 старший научный сотрудник института. Работал в области сравнительной энтомоценологии, биологического разнообразия насекомых. Участвовал в экспедициях по разным регионам страны, изучал в основном тундры, высокогорье. Исследовал энтомофауну Челябинской области, в том числе Ильменского заповедника и горного массива Иремель. Его сборы насекомых легли в основу энтомологических коллекций института. Преподавал на биофаке УрГу (с 1979 года) и биолого-географическом факультете Уральского пединститута (с 2002 года).
Автор более 150 печатных работ, в том числе подготовил разделы о насекомых для четырёх региональных Красных Книг. В 1993—1994 Соросовский стипендиат. В 1999 году (в составе авторского коллектива) стал лауреатом премии имени В. Н. Татищева и Г. В. де Генина в области науки (за работу над Красной книгой Среднего Урала). Также награждён Почётной грамотой Президиума РАН (1999).
В его честь названа Медведица Ольшванга и ряд других видов и подвидов.
Умер 18 февраля 2022 года.

## Публикации
- Ольшванг В. Н., Рыжановский В. Н. Членистоногие и птицы лесотундры Западной Сибири и краевой эффект // Экология. 2016. № 2. С. 130—137.
- Junnilainen J., Karsholt O., Nupponen K., Kaitila J.P., Nupponen T., Olschwang V. The gelechiid fauna of the southern Ural mountains, part II: list of recorded species with taxonomic notes (Lepidoptera: Gelechiidae)// Zootaxa. 2010. № 2367. С. 1-68.
- Баранчиков Ю. Н., Ольшванг В. Н. Зоогеографический анализ фауны булавоусых чешуекрылых (Lepidoptera, Rhopalocera) Уральского хребта // Зоологический журнал. 1979. Т. 58. № 4. С. 612—614.
- Горбунов П. Ю., Ольшванг В. Н. Жуки Среднего Урала. Справочник-определитель. Екатеринбург, 2008. 384 с.
- Горбунов П. Ю., Ольшванг В. Н. Бабочки Южного Урала Справочник-определитель. Екатеринбург, 2008. 416 с.
- Горбунов П. Ю., Ольшванг В. Н. Бабочки Среднего Урала. Справочник-определитель. Екатеринбург, 2007. 352с.